# Anisus kolesnikovi
Anisus kolesnikovi е вид коремоного от семейство Planorbidae. Видът е незастрашен от изчезване.

## Разпространение
Разпространен е в Азербайджан, Иран, Казахстан, Русия и Туркменистан.